# Phalaris brachystachys
Phalaris brachystachys é uma espécie de planta com flor pertencente à família Poaceae. 
A autoridade científica da espécie é Link, tendo sido publicada em Neues Journal für die Botanik 1(3): 134. 1806.
Os seus nomes comuns são alpista-brava, alpista-de-espiga-curta ou erva-de-cabeça.

## Portugal
Trata-se de uma espécie presente no território português, nomeadamente em Portugal Continental, no Arquipélago dos Açores e no Arquipélago da Madeira.
Em termos de naturalidade é nativa de Portugal Continental e do Arquipélago da Madeira e introduzida no Arquipélago dos Açores.

## Protecção
Não se encontra protegida por legislação portuguesa ou da Comunidade Europeia.